# Équation de Dirac

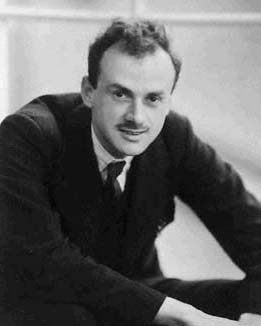
Paul Dirac.

 (avril 2025).
Si vous disposez d'ouvrages ou d'articles de référence ou si vous connaissez des sites web de qualité traitant du thème abordé ici, merci de compléter l'article en donnant les références utiles à sa vérifiabilité et en les liant à la section « Notes et références ».
L'équation de Dirac est une équation formulée par Paul Dirac en 1928 dans le cadre de sa mécanique quantique relativiste de l'électron.
Il s'agit au départ d'une tentative pour incorporer la relativité restreinte à des modèles quantiques, avec une écriture linéaire entre la masse et l'impulsion.

## Explication
Cette équation décrit le comportement de particules élémentaires de spins demi-entiers, comme les électrons.
Dirac cherchait à transformer l'équation de Schrödinger afin de la rendre invariante par l'action du groupe de Lorentz, en d'autres termes à la rendre compatible avec les principes de la relativité restreinte.
Cette équation prend en compte de manière naturelle la notion de spin introduite peu de temps avant et permit de prédire l'existence des antiparticules. En effet, outre la solution correspondant à l'électron, il découvre une nouvelle solution correspondant à une particule de charge et autres nombres quantiques opposés à ceux de l'électron. En 1932, Carl David Anderson, alors qu'il étudiait le rayonnement cosmique (sans lien avec les travaux de Dirac), observe, avec une chambre à brouillard, une particule de charge opposée à celle de l'électron et de masse bien inférieure à celle du proton (seule particule chargée positivement connue à l'époque). Cette particule s'avéra par la suite être celle conjecturée par Dirac, le positon.
Il est par ailleurs notable que l'opérateur de Dirac, découvert pour des raisons absolument physiques (et théoriques), a en mathématiques un usage indispensable dans le théorème de l'indice démontré en 1963.

## Formulation mathématique
La véritable équation :
| {\displaystyle \mathrm {i} \hbar {\frac {\partial \psi }{\partial t}}(\mathbf {x} ,t)=\left(mc^{2}\alpha _{0}-\mathrm {i} \hbar c\sum _{j=1}^{3}\alpha _{j}{\frac {\partial }{\partial x_{j}}}\,\right)\psi (\mathbf {x} ,t)} |

où m est la masse de la particule, c la vitesse de la lumière, {\displaystyle \hbar } la constante de Planck réduite, x et t les coordonnées dans l'espace et dans le temps, et ψ(x, t) une fonction d'onde à quatre composantes. (La fonction d'onde doit être formulée par un spineur à quatre composants, plutôt que par un simple champ scalaire, du fait des exigences de la relativité restreinte.) Enfin {\displaystyle \alpha _{j},\ j=0,1,2,3} sont des matrices carrées d'ordre 4 agissant sur le spineur {\displaystyle \psi \,} et appelées matrices de Dirac. En fonction des matrices de Pauli {\displaystyle {\vec {\sigma }}}, on peut écrire les matrices de Dirac, dans la représentation de Dirac (d'autres sont possibles, comme la représentation de Weyl ou la représentation de Majorana), sous la forme :
{\displaystyle {\begin{matrix}\alpha _{0}=\left({\begin{matrix}I&0\\0&-I\end{matrix}}\right)&,&{\vec {\alpha }}=\left({\begin{matrix}0&{\vec {\sigma }}\\{\vec {\sigma }}&0\end{matrix}}\right)\end{matrix}}}
Il est commun en mécanique quantique de considérer l'opérateur quantité de mouvement {\displaystyle {\vec {p}}\equiv -\mathrm {i} \hbar {\vec {\nabla }}\,} et dans ce cas l'équation de Dirac se réécrit de façon condensée :
{\displaystyle \mathrm {i} \hbar {\frac {\partial \psi }{\partial t}}(\mathbf {p} ,t)=\left(mc^{2}\alpha _{0}+c{\vec {\alpha }}\cdot {\vec {p}}\,\right)\psi (\mathbf {p} ,t)}
De plus, il est naturel de chercher une formulation covariante, ce qu'on fait en posant {\displaystyle \gamma ^{0}=\gamma _{0}=\alpha _{0}} et {\displaystyle \gamma ^{i}=-\gamma _{i}=\alpha _{0}\alpha _{i}} (métrique (+ – – –)), auquel cas on a (en adoptant les conventions {\displaystyle c=1} et {\displaystyle \hbar =1}) une notation encore plus compacte :
{\displaystyle \left(\not \!p-m\right)\psi (\mathbf {p} ,t)=0}
où l'on a adopté la notation de Feynman {\displaystyle \not \!a=\gamma _{\mu }a^{\mu }}.
La fonction d'onde à quatre composantes, appelée spineur, encode simultanément les deux états propres du spin, les solutions d'énergie positive/négative (particule/anti-particule) et leur couplage relativiste, comme suit[réf. souhaitée] :
- Lorsque la quantité de mouvement p est nulle, les quatre composantes se décomposent en deux paires distinctes. La première (Φ) encode les amplitudes de probabilité associées aux états propres du spin de la particule (exemple : électron). La seconde (Χ) encode celles de l'antiparticule correspondante (exemple : positron).
- Dès que p ≠ 0, les quatre composantes décrivent soit une particule (énergie positive), soit une antiparticule (énergie négative). Chaque solution individuelle reste un état à quatre composantes où le spin sigma et la quantité de mouvement p sont couplés. L'une des paires encode les états propres du spin hérités du référentiel au repos, dynamiquement ajustés au mouvement. L'autre paire encode leur modification relativiste en reliant les deux paires par l'énergie totale du système [pas clair][réf. souhaitée].

#### Ouvrages de référence
- Albert Messiah, Mécanique quantique [détail des éditions]
- James Bjorken et Sidney Drell, Relativistic Quantum Mechanics, McGraw-Hill (1964)  (ISBN 0-07-005493-2).
- Lewis H. Ryder, Quantum Field Theory, Cambridge University Press (1985)  (ISBN 0-521-33859-X).
- Claude Itzykson et Jean-Bernard Zuber, Quantum Field Theory, McGraw Hill (1985)  (ISBN 9780486445687).
- [Taillet, Villain et Febvre 2018] R. Taillet, L. Villain et P. Febvre, Dictionnaire de physique, Louvain-la-Neuve, De Boeck Sup., hors coll., janv. 2018, 4e éd. (1re éd. mai 2008), 1 vol., X-956, ill. et fig., 17 × 24 cm (ISBN 978-2-8073-0744-5, EAN 9782807307445, OCLC 1022951339, SUDOC 224228161, présentation en ligne, lire en ligne), s.v.Dirac (équation de), p. 222, col. 1-2.

#### Bibliothèque virtuelle
- Alain Comtet, Équation de Dirac (2004) [lire en ligne] [PDF].
- J.-Y. Ollitrault, Mécanique quantique relativiste, DEA Champs, particules, matière et Magistère interuniversitaire de physique 2e année (1998-1999) [lire en ligne] [PDF].